# 観音堂 (泉大津市)
観音堂（かんのんどう）は、大阪府泉大津市にある真言宗御室派の寺院。

## 歴史
宝亀年間（770年-781年）、槇尾山施福寺中興の祖・法界上人が大津の浦に観世音の影向を拝し、ここに開基する、というのが槇尾山施福寺縁起に見られる観音堂についての寺伝である。
天正年間、織田信長の兵火により消失、その後再建され、延宝年間に近くの浄土宗西金山阿弥陀寺中興の祖・長誉雲龍上人が転住、念仏三昧の余生を送ったという。
元禄11年（1698年）、府中付近の寺社改帳によると、宇多大津村観音堂と記され、この頃の銘のある仏具も現存しており、阿弥陀寺の堂塔から独立したものだと思われる。
明治8年（1875年）に廃寺となり、明治25年再興、十一面観音を安置して現在に至るが、多くの札所が時の権力者や高僧の護持のもとに維持されてきた中で、土地の人々の信仰から守られ続けてきた数少ない札所の一つである。

## 札所
和泉西国三十三箇所
15 成福寺　--　16 観音堂　--　17 聖徳寺

## 交通
- 南海本線泉大津駅から徒歩10分